# Skupina třmeňáckých dubů
Skupina třmeňáckých dubů je šest památných stromů dubů letních (Quercus robur) v Prunéřově, části města Kadaně v okrese Chomutov v Ústeckém kraji.
Rostou v Mostecké pánvi v nadmořské výšce 340 m na hrázi bývalého rybníka jižně od uzavřené elektrárny Prunéřov I.

## Základní údaje
Obvody kmenů měří od 256 do 515 cm, koruny stromů dosahují do výšky až 20 metrů (měření 2009). V roce 2009 bylo stáří stromů odhadováno většinou na 150 let, u nejmohutnějšího a nejvyšší stromu (obvod 515 cm, výška 20 metrů) na 300 let.
Duby jsou chráněné od roku 1997 jako esteticky zajímavé stromy, krajinné dominanty a stromy významné stářím.

## Stromy v okolí
- Dub svatého Kryštofa
- Dub u Pavlova
- Mikulovická lípa
- Prunéřovská lípa
- Nádražní lípa